# WANDA/ワンダ
『WANDA/ワンダ』（原題: Wanda）は、1970年のアメリカ合衆国のクライム映画。
アメリカの底辺社会に取り残され崖っぷちをさまよう女性の姿を切実に描き、1970年代のアメリカにおけるインディペンデント映画の道筋を開いたとされる作品。監督・脚本・主演を務めたバーバラ・ローデン唯一の監督作であり、当時の夫だったエリア・カザンが製作協力している。
日本では2022年7月9日より初めて劇場公開され、2023年9月6日に発売されたBlu-rayとして初めてソフト化された。

## あらすじ
ペンシルベニア州東部の炭鉱町に住む主婦ワンダは、夫と別れ育児放棄に陥り、妹の家に身を寄せている。離婚裁判があるにもかかわらず石炭の採掘場を彷徨い、法廷に遅れて現れる。夫の供述に反論せず親権を放棄し、あっさり離婚を認める。
縫製工場の仕事にもありつけず、ワンダは一夜を共にした行きずりの男の車に無理矢理乗り込むが、男はソフトクリームを買いに車を降りた彼女を置き去りにする。金が底をつきたワンダは、映画館で休憩をとるが、眠っている間に財布に入っていたなけなしの金も盗られ無一文になる。トイレを借りに通りすがりのバーに入った彼女は、バーテンダーと思われる中年の男と行き合う。だがその男は、バーで強盗を働いている最中の小悪党ノーマン・デニスだった。二人は安ホテルに泊まり、空腹のノーマンはワンダに玉ねぎを抜いたハンバーガーを買ってくるよう命じるが、注文を忘れた彼女は普通のハンバーガーを買ってきてノーマンを怒らせ、彼女は素手で肉についた玉ねぎをこそぎ落とす。翌日、ノーマンは車を盗み、ワンダとともに移動する。ワンダは、ノーマンを "Mr. デニス" と呼び、彼に読まされた新聞の記事から彼が強盗犯であると知るが、一緒に逃げる道を選ぶ。
ワンダはノーマンと旅をしているうちに、身体的にも精神的にも虐待を受けるようになる。二人はショッピングセンターに行き、ノーマンは駐車場で別の車を盗み、ワンダは新しい服を買う。しかし、苛立つノーマンは、自分の好みではない服を走行中の車から捨ててしまう。しばらくして休憩を取っていると、頭上に飛んできたラジコンの飛行機に対しノーマンは大袈裟な反応を示す。ワンダは、横暴なノーマンの内に秘めた悲哀を見て、その後も行動を共にする。
二人はテーマパーク「ホーリーランド」を訪れ、そこでノーマンは福音派の父親と再会し尊敬の念を示す。ノーマンはワンダに銀行強盗の計画を打ち明け、彼女を共犯として訓練する。そして、押し入る予定の銀行の支店長宅に行き、拳銃で家族を脅す。思わぬ反撃にあったノーマンをワンダは咄嗟に助ける。支店長の家族を偽の時限爆弾で脅し、支店長を従わせたノーマンは、支店長を乗せた車と見張り役のワンダが運転する車の2台に分かれて銀行へ向かう。街に入ると道路は混雑し、二人の車に距離ができる。ノーマンは支店長を人質にして銀行に侵入するが、行員や警備員の素早い対応で速やかに警察官が突入し、ノーマンはロビーで射殺される。遅れて到着したワンダは、野次馬を掻き分け様子を見るが、すでに現場は警察官だらけだった。
再び一人になったワンダは、バーでビールを奢ってくれた男についていくが、人気のない場所に車で連れて行かれ性的暴行を加えられそうになり、抵抗して森の中に逃げ込む。日が暮れると、ワンダは宿屋にたどり着き、見知らぬ客たちのパーティーに招かれる。民謡を奏でながら、にぎやかに楽しむ人々の中で、ワンダは一人沈鬱な表情を浮かべていた。

## キャスト
- ワンダ・ゴロンスキー[7]：バーバラ・ローデン
- Mr.デニス（ノーマン・デニス）：マイケル・ヒギンズ
- Wanda's Sister：ドロシー・シュペネス
- Brother in Law：ピーター・シュペネス
- Husband：ジェローム・ティアー

## 評価
本作は1970年の第31回ヴェネツィア国際映画祭で最優秀外国映画賞を受賞し、1971年の第24回カンヌ国際映画祭でアメリカ映画として唯一上映されたにもかかわらず、当時アメリカ本国ではほぼ黙殺された。
しかし後年、マーティン・スコセッシなど世界の名だたる映画作家やアーティストから「失われた傑作」と称賛されるようになり、2010年にスコセッシが運営するザ・フィルム・ファウンデーションとグッチの支援によってプリントが修復された。2017年に、「文化的、歴史的、または審美的に重要」と後世に残す価値がある映画として、アメリカ国立フィルム登録簿に永久保存登録された。 